# Découverte (frégate)

La Découverte, d'abord baptisée Windrush, est une frégate de lutte anti-sous-marine construite par les Britanniques en 1943 et qui combattit durant la Seconde Guerre mondiale au sein des Forces navales françaises libres, participant à la protection des convois en Atlantique nord puis au débarquement de Normandie. Après guerre, elle servit dans la marine nationale française jusqu'en 1959 avant d'être utilisée comme  navire statique d'entrainement à la lutte contre l'incendie jusqu'en 2002 sous le nom de Lucifer II. 

## Histoire
Elle est l'une des 151 frégates de lutte anti-sous-marine britanniques de la classe River construites pendant la Seconde Guerre mondiale, principalement pour escorter les convois en Atlantique nord. La plupart de ces frégates serviront dans la Royal Navy (où elle porteront le nom de rivières de Grande-Bretagne d'où le nom de la classe) mais également dans des marines alliées.  
La frégate est mise à l'eau le 18 juin 1943 à Leith en Écosse sous le nom de Windrush, une rivière du Gloucestershire. En octobre 1943, alors qu'elle encore en cours d'armement, elle est mise à disposition à titre de prêt aux Forces navales en Grande-Bretagne (FNGB), issues de la fusion des Forces navales françaises libres avec les forces maritimes de l'Armée d'Afrique qui jusqu'au débarquement allié en Afrique du Nord, était sous commandement vichyste. Six frégates de ce type leur seront transférées par la Royal Navy. En février 1944, elle prend le nom de Découverte.  Durant les premiers mois de 1944, elle escorte des convois alliés dans la traversée de l'Atlantique puis, elle participe au débarquement de Normandie en protégeant des chalands de débarquement lors de la traversée de la Manche jusqu'au large de Courseulles-sur-Mer entre le 5 et le 6 juin 1944. Elle participe ensuite en  juin et juillet a des missions de protection au large du Cotentin. Sa dernière mission de combat se déroule lors de la libération de l'estuaire de la Gironde en avril 1945. 
La frégate sert ensuite dans la marine nationale jusqu'en décembre 1959 avant d'être désarmée et stockée au cimetière des navires de Landévennec dans la rade de Brest. Mais encore en bon état, la marine décide de l'utiliser à comme navire d'entrainement contre l'incendie. Le navire est alors transféré à Querqueville à côté de Cherbourg en remplacement de l'ancien dragueur de mines allemand M 277 et est échoué sur une plage où il sert à la formation des équipages entre 1967 et 2002 sous le nom de Lucifer II. Le navire est démantelé entre 2007 et 2008 et la plage ensuite dépolluée et rendue à un usage civil.

## Personnalités ayant servi à bord
- Philippe de Gaulle, alors enseigne de vaisseau, d'octobre 1943 à janvier 1944[2]
- François Flohic, futur vice-amiral et futur aide de camp du général de Gaulle lors de sa présidence, servit à bord à durant le débarquement de Normandie et le combat en Gironde.
- marcel caouassin de morlaix quartie maitre timonier